# West-Anatolische hagedis
De West-Anatolische hagedis (Anatololacerta anatolica) is een hagedis uit de familie echte hagedissen (Lacertidae).

## Naam en indeling
De wetenschappelijke naam van de soort werd voor het eerst voorgesteld door Franz Werner in 1904. Oorspronkelijk werd de naam Lacerta oertzeni gebruikt, maar deze naam wordt beschouwd als verouderd.

## Verspreiding en habitat
Deze soort is te vinden in het zuidwesten van Turkije en in Griekenland op de eilanden Ikaria en Samos. De habitat bestaat uit stenige omgevingen met enige begroeiing.

## Beschermingsstatus
Door de internationale natuurbeschermingsorganisatie IUCN is de beschermingsstatus 'veilig' toegewezen (Least Concern of LC).